# بيغ جون دونكان
بيغ جون دونكان (بالإنجليزية: Big John Duncan)‏ هو عازف قيثارة بريطاني، ولد في 24 يوليو 1957 في إدنبرة في المملكة المتحدة.

## وصلات خارجية
- بيغ جون دونكان على موقع ميوزك برينز (الإنجليزية)
- بيغ جون دونكان على موقع ديسكوغز (الإنجليزية)